# صلاح الدين مرواني
صلاح الدين مرواني مواليد 28 ديسمبر 1991، هو دراج مغربي.

## روابط خارجية
- صلاح الدين مرواني على موقع الاتحاد الدولي للدراجات (الإنجليزية)
- صلاح الدين مرواني على موقع أرشيف الدراجات (الإنجليزية)
- صلاح الدين مرواني على موقع إحصائيات الدراجات الإحترافية (الإنجليزية)
- صلاح الدين مرواني على موقع نسبة الدراجات (الإنجليزية)